# Pedagogía humanista
La pedagogía humanista o enseñanza centrada en la persona es el estudio pedagógico basado en la psicología humanista que considera la educación como un fenómeno intelectual, cultural e histórico y usa la hermenéutica como método básico de conocimiento para comprender el significado de los estados psicológicos de una persona e interpretarlos en relación con su significado.   
La realidad educativa es siempre el resultado de un desarrollo histórico y biográfico, lo que significa que solo se puede comprender el significado de una situación educativa si incluye la historia del alumno y la historia de los que lo rodean. Además, la pedagogía humanista postula una relativa autonomía de la educación. El concepto de orientación hacia la vida, que lidera el trabajo social en la actualidad, también se refiere a la pedagogía humanista en su énfasis en la importancia de la vida cotidiana.  

## Historia
La pedagogía humanista tiene sus raíces en los filósofos renacentistas que destacaron el estudio de las humanidades: gramática, retórica, historia, poesía y filosofía moral; estos a su vez se basaron en modelos clásicos de educación. El creciente énfasis inspirado en los humanistas en la educación en Escocia culminó con la aprobación de la ley de educación escocesa de 1496. 

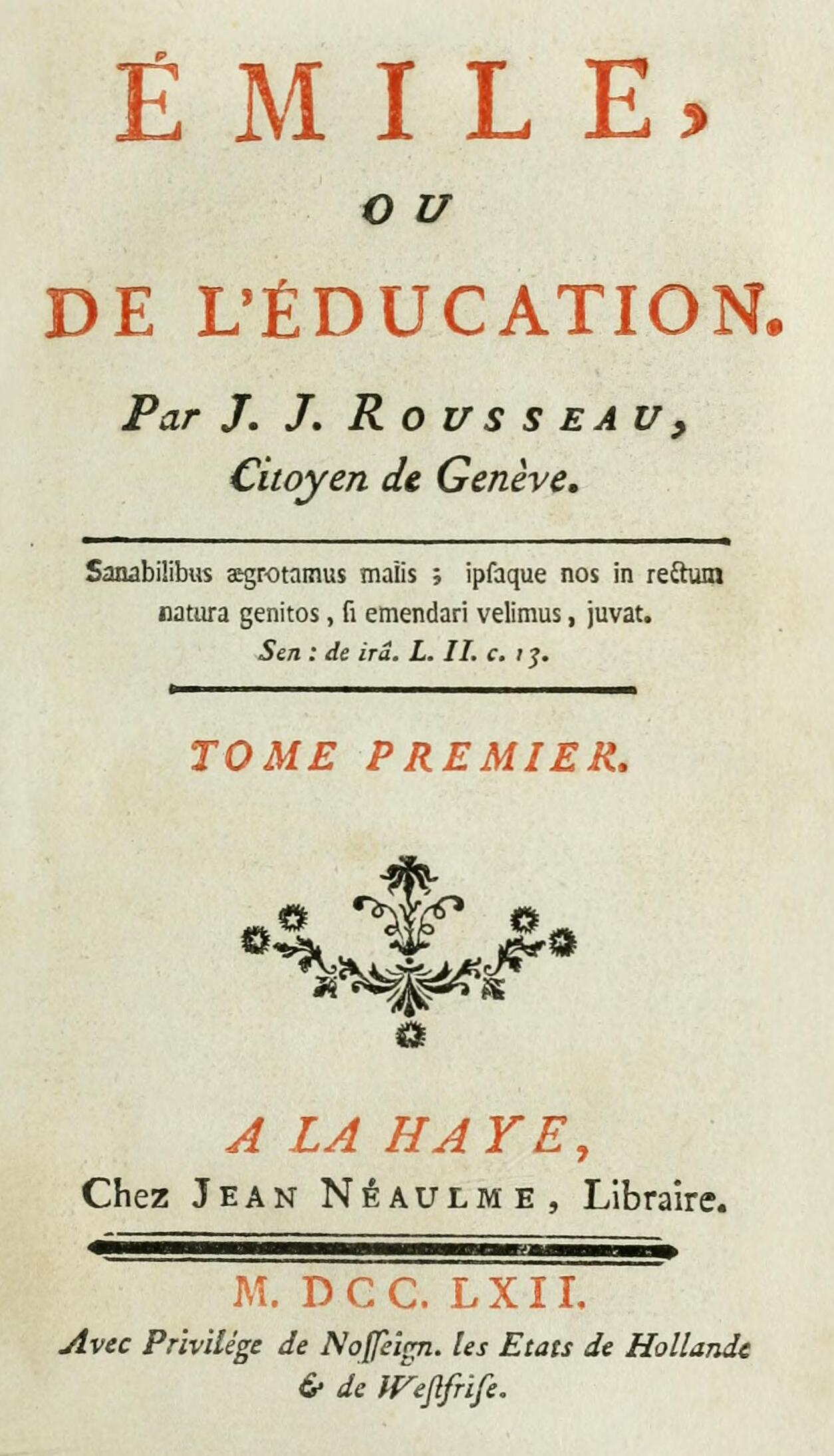
Ideas como las propagadas por Rousseau deben ser cuestionadas de manera crítica y constructiva y desarrolladas metódicamente de manera consistente.

La pedagogía humanista se desarrolló como tal a principios del siglo XX, siglo de creciente especialización pedagógica, de la mano de Carl Rogers y Abraham Maslow. Dedicaron gran parte de sus esfuerzos a aplicar los resultados de su investigación psicológica a la enseñanza centrada en las personas, donde la empatía, el cuidado de los estudiantes y la autenticidad por parte del facilitador del aprendizaje se encontraron como los rasgos clave de los maestros más eficaces. Carl Rogers editó una serie de libros que tratan la pedagogía humanista en sus Studies of the Person Series, que incluía su libro Freedom to Learn.
En ese momento hubo una expansión de los campos de trabajo pedagógicos basados en la comprensión de la importancia de la educación. Esto abrió oportunidades para la pedagogía institucionalizada y profesional, con un nuevo tipo de enfoque científico que era apropiado para la práctica educativa. La pedagogía humanista se vio a sí misma como una base teórica de esta situación histórica especial de significación de la educación. Se interpretó la nueva situación social poniendo la intención de lograr una comprensión coherente de la acción pedagógica plausible y vinculante. 
La pedagogía se estableció más tarde como un área independiente de investigación y enseñanza en las universidades. Las primeras sillas se llenaron en la década de 1920. Antes de eso, la pedagogía estaba vinculada a otras tareas como la filosofía o la psicología en relación con la pedagogía. La pedagogía humanista es un término colectivo para la dirección predominante que se ancló en las universidades y ganó considerable influencia en este sentido.
La pedagogía humanista se había fijado la tarea de comprender la realidad educativa, su desarrollo y sus principios. Al hacerlo, trató de proporcionar una base teórica para esa realidad educativa que se basa en la práctica y la refleja. A su vez, esta teoría, científicamente aclarada, debería servir como guía y tranquilidad para los profesionales pedagógicos. Con el concepto de una teoría de la práctica hacia la práctica, se debe mostrar la dimensión pedagógica en el desarrollo histórico. Esta práctica pedagógica era sobre todo basada en enfoques pedagógicos de reforma, que luego servirían como orientación en la actividad práctica actual como teorías científicas. 
Los principales representantes de esta dirección de la ciencia educativa fueron, en la primera generación: Wilhelm Dilthey, Rudolf Steiner, Maria Montessori, Herman Nohl, Theodor Litt, Eduard Spranger, Max Frischeisen-Köhler y en la implementación de la política escolar Georg Kerschensteiner. En la segunda generación merece una mención especial: Wilhelm Flitner, Erich Less, Otto Friedrich Bollnow y Fritz Blättner.  
La pedagogía humanista perdió en gran medida su importancia debido al giro realista de la década de 1960 propagado por Heinrich Roth, que se caracterizó por la orientación hacia el empirismo y la crítica idealista y fue reemplazada por una ciencia educativa claramente orientada a las ciencias sociales.
En la década de 1970 el término "pedagogía humanista" se hizo menos popular después de que los grupos conservadores lo equipararon con el humanismo laico y lo atacaron como anticristiano. Eso comenzó un esfuerzo exitoso de Aspy, Lyon, Rogers y otros para reetiquetar la pedagogía humanista como enseñanza centrada en la persona.

## Principales características

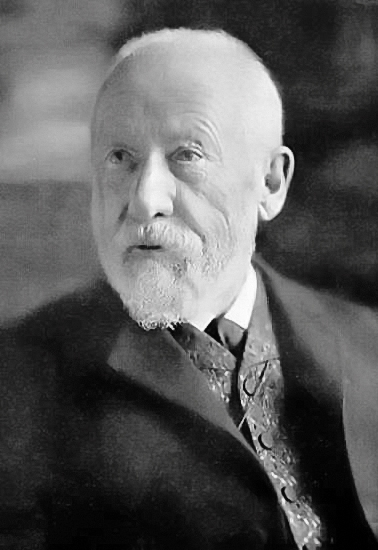
Wilhelm Dilthey se esforzó por lograr una base uniforme de las humanidades y, por lo tanto, se lo considera un pionero de la pedagogía humanista.

### Hermenéutica
El enfoque metodológico se centra en el entendimiento como objetivo cognitivo del método hermenéutico de la pedagogía humanista. La comprensión hermenéutica debe tener lugar con cada contacto con personas o productos humanos, por lo que se refiere principalmente a textos como reglamentos y leyes escolares, biografías y programas educativos, así como teorías educativas del pasado y el presente. Sin embargo, el método hermenéutico en la pedagogía humanista no se limita a la interpretación de textos, sino que debe incluir contextos educativos en general (realidad educativa). 

### Realidad educativa
El término realidad educativa interpreta el sistema cultural de educación como una realidad histórica que funciona dentro de la sociedad, pero de acuerdo con su propia creencia. El propósito de esta realidad educativa es la realización de la educación, que concluye en la madurez de las asignaturas, lo que debe lograrse de acuerdo con las posibilidades propias y los desafíos sociales. La interpretación de la realidad educativa, que debe entenderse como cualquier realidad de la vida, es particularmente relevante como contexto interpretativo del ser. En cierto sentido, esto representa el objetivo en el que el método hermenéutico hace el esfuerzo.

### Historicidad
La historicidad se considera la característica básica de la realidad educativa. Esto significa que el pensamiento y la actuación del educando está determinada por su pasado. Además, el ser humano también es responsable de su historia, por lo que tanto hacer como no hacer tiene consecuencias. En consecuencia, el ser humano da forma a su historia, mediante la cual la penetración racional de la historia revela estructuras básicas que aún son efectivas en el presente. 
La pedagogía humanista también emprende una serie de estudios históricos y sistemáticos de la realidad de la educación. La razón de esto se encuentra en la aceptación de la importancia de los efectos continuos de las épocas pasadas, por cada problema educativo actual es necesario examinar sus antecedentes históricos. La investigación de la fuente debe servir para aclarar el desarrollo histórico de las ideas educativas absorbidas, para finalmente resolver los elementos estructurales que podrían ayudar a resolver los problemas actuales. 
En el caso de la historicidad, también se enfatiza la provisionalidad, ya que todas las teorías educativas deben ser tratadas como sujetas a cambios históricos. De acuerdo con la pedagogía humanista, no puede haber un sistema de estilos educativos, instituciones educativas o métodos educativos válidos atemporalmente.

### Perspectiva Teórico-práctica
El principio fundamental en la pedagogía humanista es la idea de que la educación es una realidad de la vida que siempre ha existido. Por lo tanto, la práctica de la educación es más antigua que su método científico y, por lo tanto, tiene su propio valor. Sin embargo, no es una práctica exclusiva porque siempre ha incluido un nivel teórico, incluso cuando el practicante rechaza cualquier teoría e insiste en su experiencia de educación personal la teoría está en funcionamiento. En este sentido, la teoría es la condición previa para la acción práctica. Las experiencias pedagógicas individuales pueden generalizarse, condensarse en teoremas, reglas de vida, proverbios, etc. y, por lo tanto, servir como instrucciones para la práctica.
La pedagogía humanista considera que es su tarea examinar críticamente las enseñanzas protocientíficas  y desarrollarlas consistentemente en términos de método. 

### Autonomía
En la pedagogía humanista, Jean-Jacques Rousseau es visto como el primero en formular la autonomía de la educación. Según Rousseau, el hombre es un ser capaz de autodeterminación, pero esto solo entra en juego cuando tiene una educación adecuada. En consecuencia, la infancia y la adolescencia no deben verse como etapas temporales de inmadurez, sino que deben entenderse como etapas completas de desarrollo humano con sus propios derechos y oportunidades, como formas totalmente válidas de existencia humana.
Sin embargo, esta comprensión del valor intrínseco de los niños también requiere que sus expresiones y deseos se tomen en serio, que se respete su propia actividad y que sus disposiciones naturales se desarrollen libremente. Las personas solo alcanzan la madurez y la independencia espiritual si las han practicado en los primeros años. 

## Críticas
Por parte de la ciencia educativa empírica-analítica, la pedagogía humanista fue acusada principalmente de mostrar una comprensión completamente insuficiente de la ciencia debido a la aversión casi ignorante a la investigación empírica . En particular, se criticaron la falta de exactitud en los estudios humanistas y la falta de verificabilidad intersubjetiva de sus resultados, así como el descuido del trabajo sobre la teoría científica (autorreflexión). 
Un punto culminante fue el giro realista en la investigación pedagógica propagada por Heinrich Roth. El ensayo correspondiente Realistic Turn in Pedagogical Research fue escrito por Roth en 1962, que fue formulado como una conferencia inaugural cuando Erich Less se hizo cargo de la cátedra en Gotinga. Roth no estaba en contra de los supuestos básicos de la pedagogía humanista, sino que criticaba la investigación tradicional y sus métodos. Sentenciaba que debían cambiarse los métodos científicos y, por lo tanto, también los objetos de la investigación.
Los científicos con una posición crítica dentro de las ciencias educativas se dirigieron principalmente contra el carácter decididamente apolítico de su concepto y su tendencia a abstenerse en cuestiones socioeconómicas. Se planteó la acusación obvia de que, en última instancia, la pedagogía humanista suponía que lo que se daba y se transmitía siempre debía considerarse correcto, válido y razonable. 
Debido a su orientación hacia el pasado, la pedagogía humanista también fue acusada de adoptar una actitud reaccionaria y mostrar tendencias restaurativas. 